# Sibalo
Sibalo est une commune rurale située dans le département d'Arbollé de la province du Passoré dans la région Nord au Burkina Faso.

## Géographie
Sibalo est situé à 3 km au nord-est d'Arbollé, le chef-lieu du département, et à environ 30 km au sud-est de Yako. La commune est à 3 km de la route nationale 2 allant vers le nord-ouest du pays.

## Santé et éducation
Le centre de soins le plus proche de Sibalo est le centre de santé et de promotion sociale (CSPS) d'Arbollé tandis que le centre médical avec antenne chirurgicale (CMA) de la province se trouve à Yako.